# Alectryon subcinereus
Alectryon subcinereus är en kinesträdsväxtart som först beskrevs av Asa Gray, och fick sitt nu gällande namn av Ludwig Radlkofer. Alectryon subcinereus ingår i släktet Alectryon och familjen kinesträdsväxter. Inga underarter finns listade i Catalogue of Life.